# Барашковая шапка

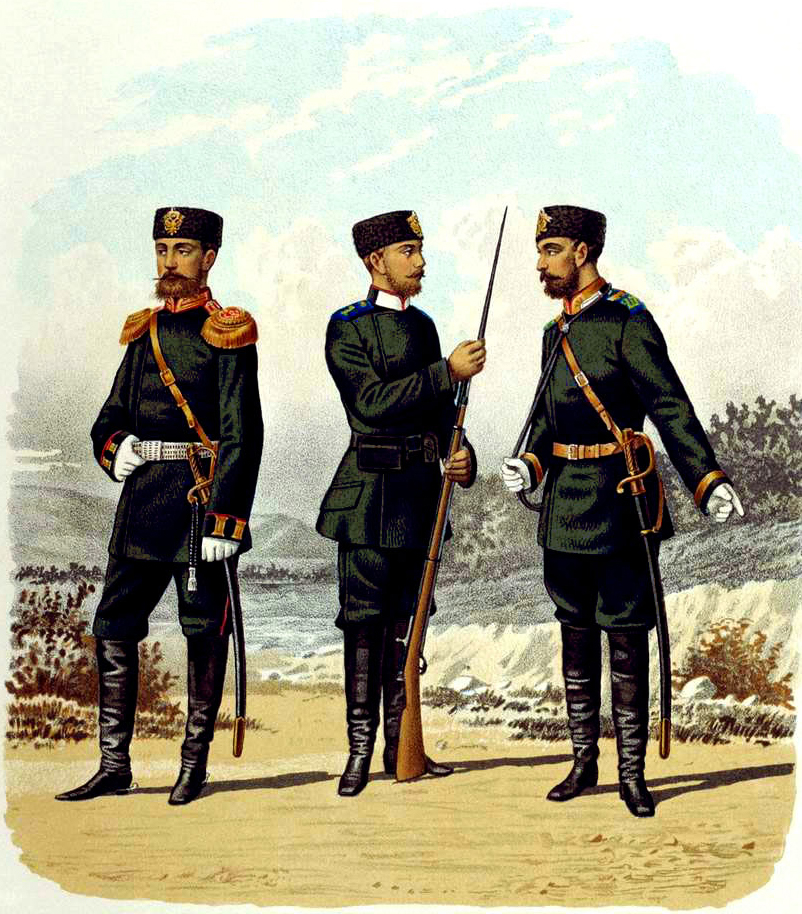
Штаб-Офицер 5-го Пех. Калужского полка, Фельдфебель 80-го Пех. Кабардинского полка и Рядовой 3-го пех. Нарвского полка. 1881 год.

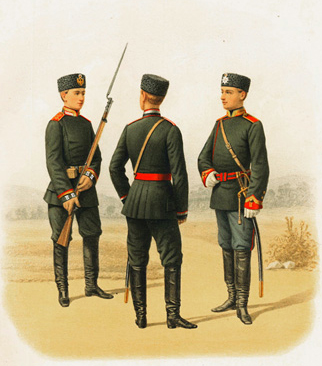
Фельдфебель Николаевского Инженерного Училища и Юнкер Николаевского Кавалерийского Училища. Юнкер 1-го Павловского Военного Училища, 1882 год.

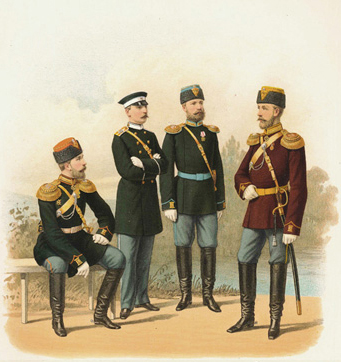
Армейские Драгунские полки: Штаб-Офицеры полков а) 37-го Военного Ордена и б) 36-го Ахтырского, Обер-Офицеры а) 32-го Чугуевского и б) 6-го Павлоградского Его Величества. 1882 год.

Барашковая шапка — парадный головной убор, военнослужащих частей войск Вооружённых сил Российской империи, введённая при Императоре Александре III.
Барашковая шапка, напоминавшая древнюю боярку, входила в состав мундирных вещей, особой категории предметов вещевого довольствия, частей войск Русской гвардии (позже) и армии, была предметом обмундирования солдата, и надевалась только на смотры и парады. Правильное название, Высочайше утверждённого, 18 августа 1881 года, головного убора — Круглая барашковая шапка для нижних чинов армейских войск. Образцом для барашковой шапки, от 1881 года, послужили шапки дружин болгарского ополчения 1878 года, подобные шапки в начале XX века носились в сербской армии. Кавалерийская барашковая шапка, образца 1882 года, учреждённая Александром III была похожа на шапки обшитые медвежьим мехом носившиеся в армии при Петре I.

## История
Барашковая шапка введена, в 1881 году, во все частях Российских войск, кроме полков и формирований:
- кирасирских[4] (гвардейских кирасир[6]);
- уланских[4] (гвардейских улан[6]);
- гусарских[4] (гвардейских гусар[6]);
- лейб-гвардии 4-го стрелкового батальона[4](стрелков Императорской Фамилии[6]);
- гвардейского жандармского эскадрона[4] (В данном источнике по какой-то причине допущена ошибка, данное формирование было и осталось эскадроном, до момента расформирования, в соответствии с документами хранящимися в РГВИА.);
- лейб-гвардии Павловского полка[4];
- казачьих частей[4] (казаков[6]);
- некоторых Сибирских частей[6].

Барашковая шапка была присвоена лишь строевым чинам, и изготавливалась из чёрного барашкового (натурального, некрашеного) меха, а из белого полагалась только чинам свиты Его Императорского Величества. Шапки для формирований кавалерии, конной артиллерии и жандармских частей отличались покроем от шапок прочих родов оружия; жандармы имели белый султан.
В соответствии с Приказом по Военному ведомству № 56, от 1882 года, в мирное время круглая барашковая шапка носилась и при походной форме одежды вместо фуражки, а с 28 сентября 1903 года круглая барашковая шапка носилась личным составом в городах и в местах постоянной дислокации формирований на зимних квартирах.
В 1908 году, при Всероссийском Императоре Николае II, барашковая шапка была отменена для всех частей войск Вооружённых сил Российской империи, где была предусмотрена, Приказом по Военному ведомству № 354 от 29 июля 1908 года, до установления нового парадного головного убора, установлено носить, вместо неё — фуражку.

## Типы
Барашковая шапка, имела следующие типы:
- пехотная, образца 1881 года — высотой 2⅛ вершка, донышко круглое, тёмно-зелёного сукна, диаметром около 4¼ — 4⅛ вершка, спереди малый герб (в Русской гвардии — Андреевская звезда), знака отличия к гербу (если таковой части войск полагается) и кокарда;
- кавалерийская, образца 1882 года — колпак суконный в виде усечённого конуса, высотой 2¾ вершка, с верхним элиптическим дном (3⅓ — 27/16 вершка), меховые клапаны, высотой два вершка, трапециевидные, вверху не сходящиеся спереди и сзади на два вершка, спереди герб (в гвардии — звезда) и кокарда, у офицеров шнуровая обшивка поверху, была введена во всей кавалерии на смену шапки 1881 года;
- свитская, образца 1882 года — колпак цилиндрический, алаго сукна, высотой три вершка, с прямым дном, опушка круглая, белого меха, высотой 2½ вершка, спереди на опушке звезда, а на колпаке кокарда, на донышке крестообразно нашитый галун;
- финская, образца 1885 года — для финских войск, подобная пехотной, но высотой три вершка, опушка с боков разрезная, могущая отворачиваться на затылок и уши, спереди меховой отгибающийся козырёк, на донышке вокруг выпушка, герб и кокарда присаживались в верхней части опушки; с опущенным козырьком и боками имела вид кепи.